# Janus á Húsagarði
Janus á Húsagarði (født 13. december 1975 i Tórshavn) er en færøsk børnebogsforfatter og illustrator. Han har skrevet og illustreret to børnebøger om Mosamollis og Mosalisa, bøgerne er udkommet på færøsk, dansk og engelsk. I 2010 modtog han Tórshavn Byråds Børnekulturpris, og i 2013 fik han tildelt et legat fra Thorvald Poulsen av Steinum Fonden (Grunnur Tholvalds Poulsen av Steinum).

### Illustreret
- 2011 – Veiða vind, musikalsk værk, bog og CD. Rakel Helmsdal skrev teksten, Kári Bech komponerede musikken og Janus á Húsagarði tegnede. Musikværket blev fremført i Norðurlandahúsið (Norden Hus i Tórshavn) for 3500 børn, som kom fra bygder fra hele landet.[4]

## Priser og legater
- 2013 - Thorvald Poulsen av Steinum Fonden (legat)
- 2010 – Barnamentanarheiðursløn Tórshavnar býráðs[5]